# Векше (комуна)
Комуна Векше (швед. Växjö kommun) — адміністративно-територіальна одиниця місцевого самоврядування, що розташована в лені Крунуберг у центральній Швеції.
Векше 53-а за величиною території комуна Швеції. Адміністративний центр комуни — місто Векше.

## Населення
Населення становить 84 510 чоловік (станом на вересень 2012 року).
| Кількість населення комуни Векше за 1810-2010 роки | Кількість населення комуни Векше за 1810-2010 роки | Кількість населення комуни Векше за 1810-2010 роки | Кількість населення комуни Векше за 1810-2010 роки | Кількість населення комуни Векше за 1810-2010 роки |
| -------------------------------------------------- | -------------------------------------------------- | -------------------------------------------------- | -------------------------------------------------- | -------------------------------------------------- |
| Рік                                                |                                                    |                                                    | Населення                                          |                                                    |
| 1810                                               | 1810                                               |                                                    | 21 600                                             | 21 600                                             |
| 1850                                               | 1850                                               |                                                    | 31 666                                             | 31 666                                             |
| 1900                                               | 1900                                               |                                                    | 36 819                                             | 36 819                                             |
| 1950                                               | 1950                                               |                                                    | 43 516                                             | 43 516                                             |
| 1970                                               | 1970                                               |                                                    | 59 019                                             | 59 019                                             |
| 1980                                               | 1980                                               |                                                    | 64 661                                             | 64 661                                             |
| 1990                                               | 1990                                               |                                                    | 69 547                                             | 69 547                                             |
| 2000                                               | 2000                                               |                                                    | 73 901                                             | 73 901                                             |
| 2010                                               | 2010                                               |                                                    | 83 005                                             | 83 005                                             |
| Джерело: SCB                                       |                                                    |                                                    |                                                    |                                                    |

## Населені пункти
Комуні підпорядковано 13 міських поселень (tätort) та низка сільських, більші з яких:
- Векше (Växjö)
- Роттне (Rottne)
- Інгельстад (Ingelstad)
- Браос (Braås)
- Ламмгульт (Lammhult)
- Гемла (Gemla)
- Орид (Åryd)
- Обю (Åby)
- Кальвсвік (Kalvsvik)

## Міста побратими
Комуна підтримує побратимські контакти з такими муніципалітетами:
- Комуна Рінгеріке, Норвегія
- Логя, Фінляндія
- Обенро, Данія
- Скагастренд, Ісландія
- Алмере, Нідерланди
- Шверин, Німеччина
- Победзіска, польща
- Ланкастер, Велика Британія
- Каунас, Литва

## Галерея

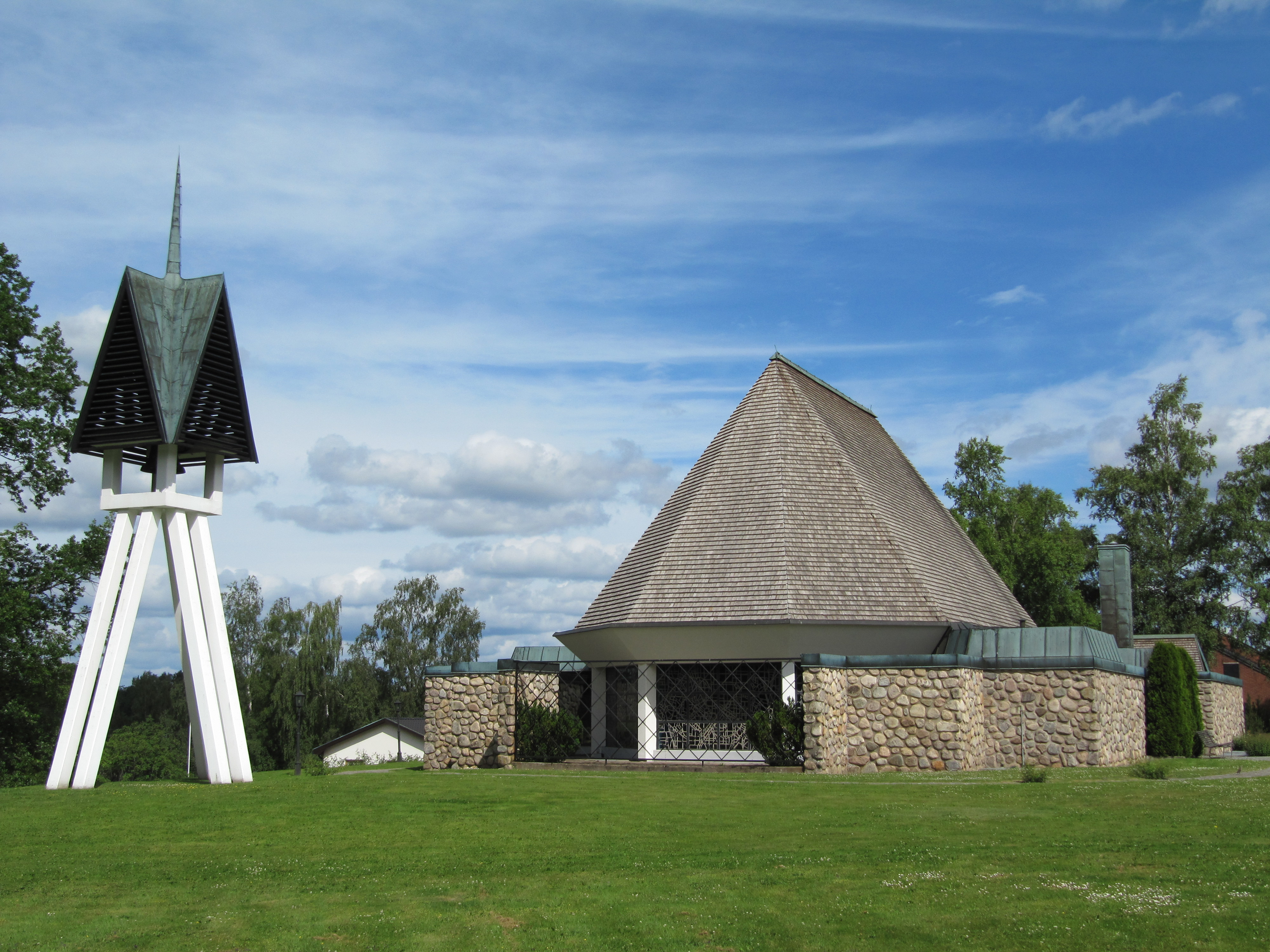
Церква (Ламмгульт)
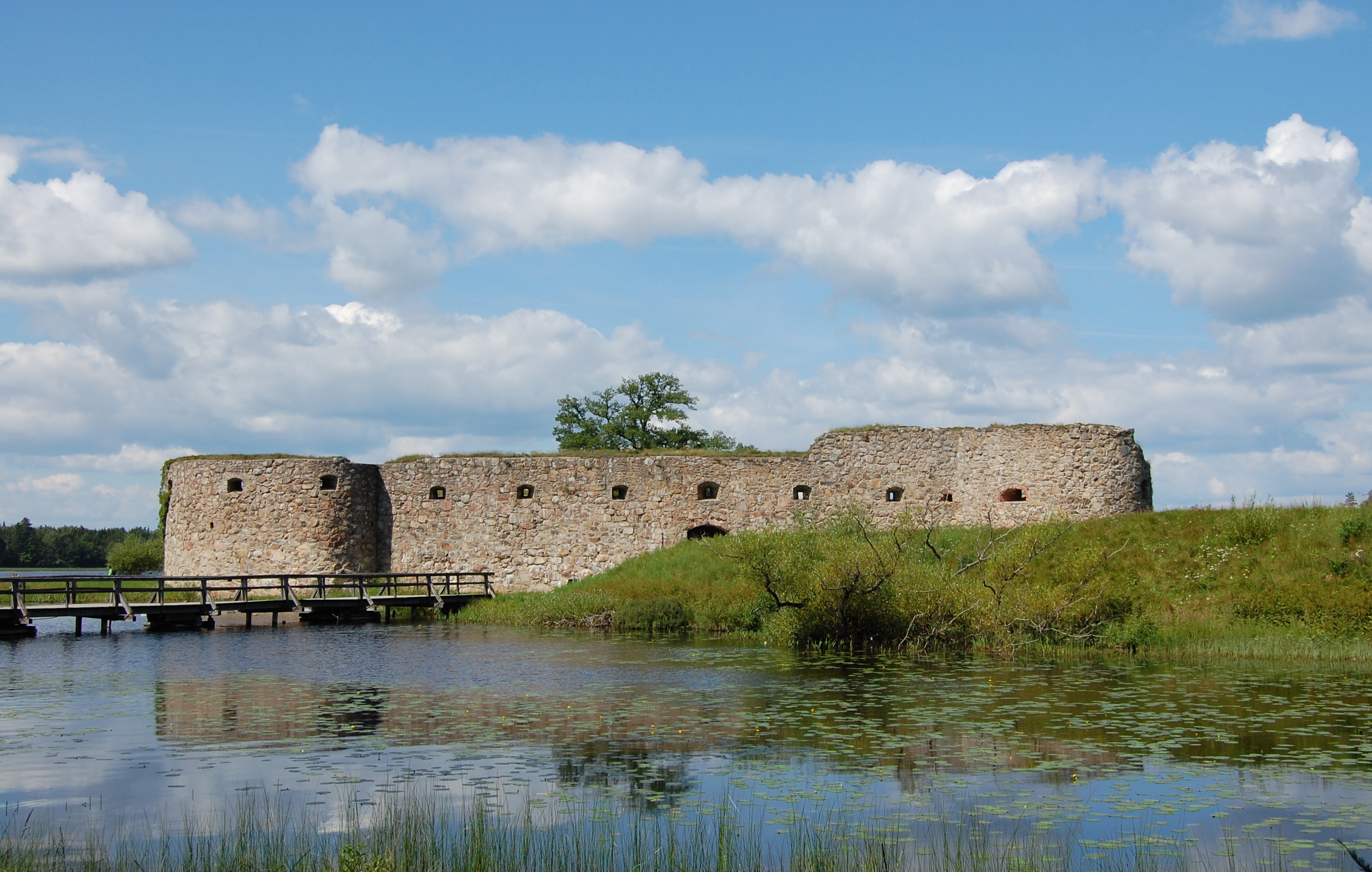
Руїни замку Крунуберг
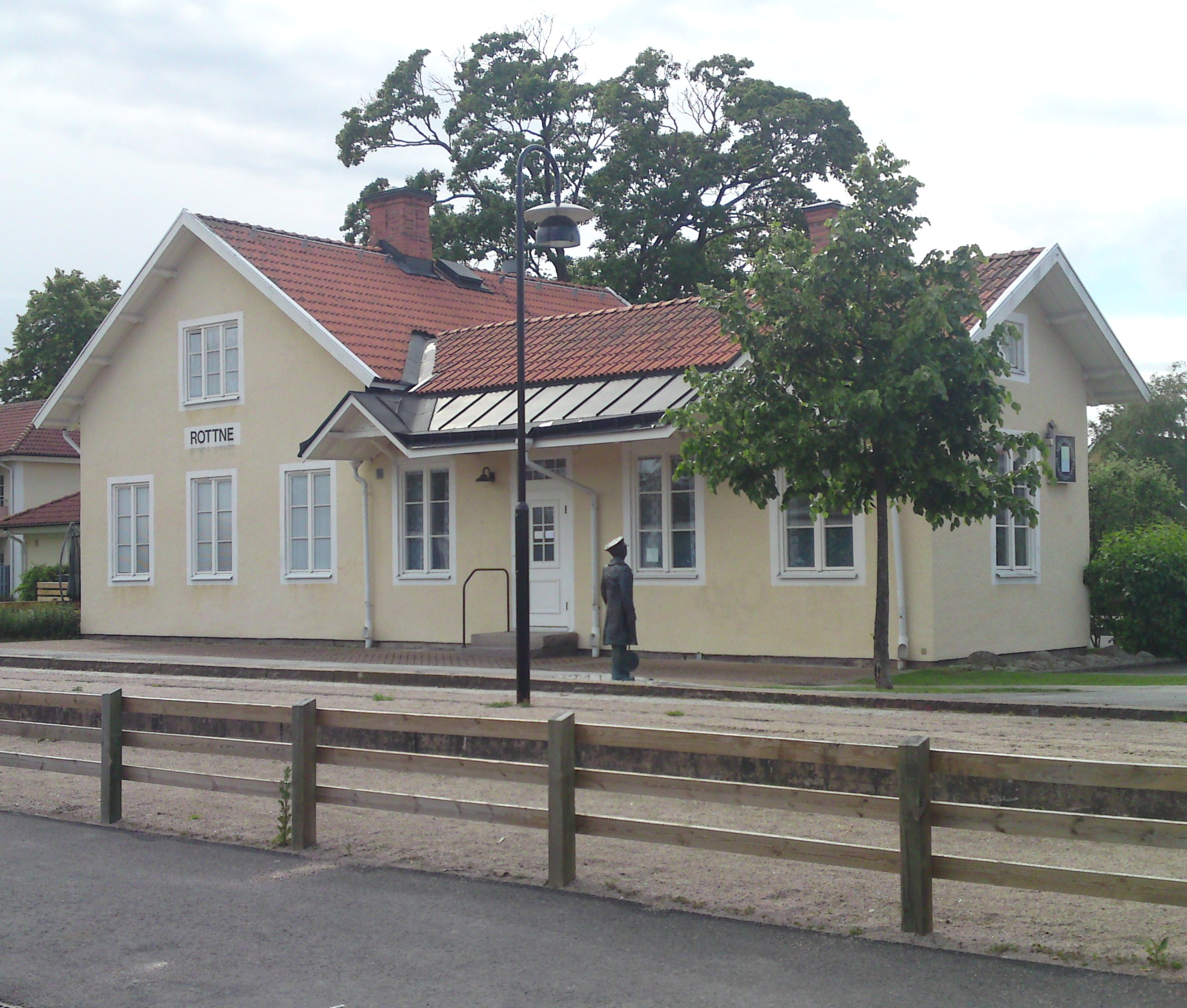
Залізнична станція Роттне
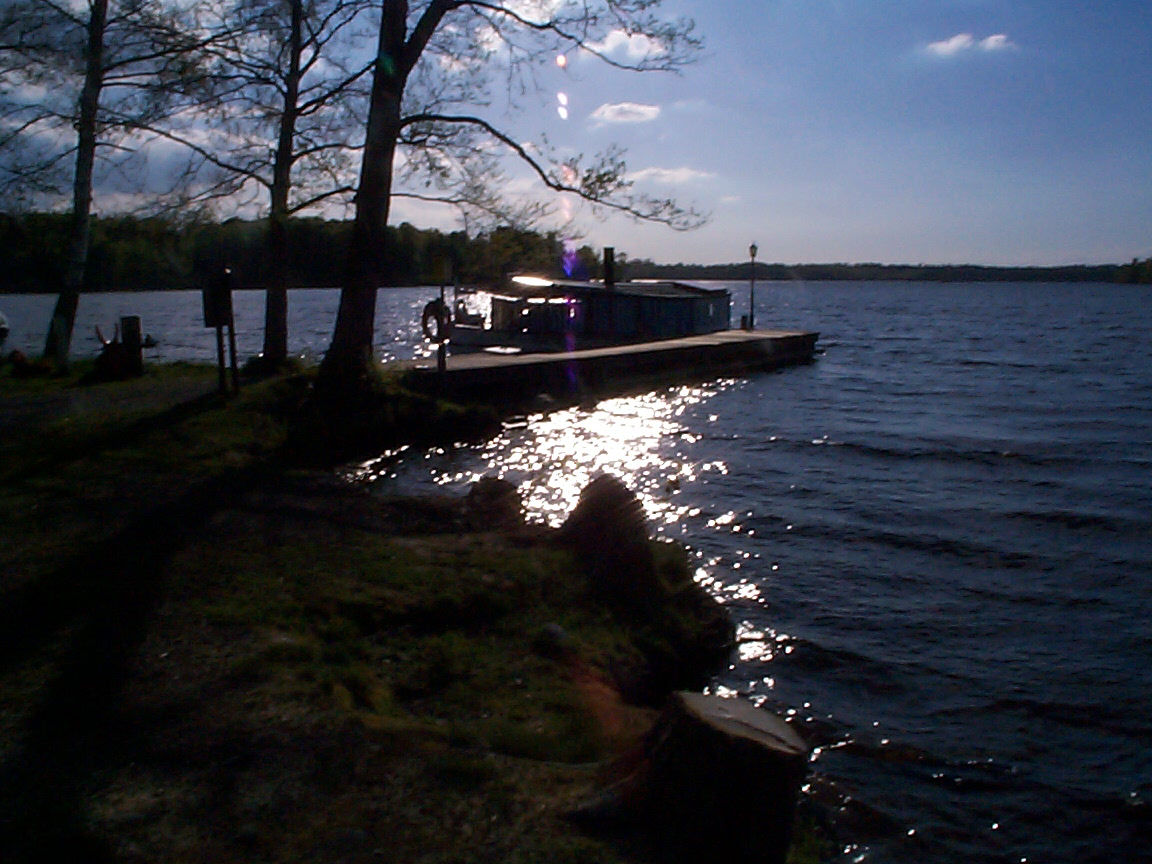
Озеро Гельгашен